# Medon (Gattung)
Medon ist eine Gattung der Käfer aus der Familie der Kurzflügler (Staphylinidae) innerhalb der Unterfamilie Paederinae. Sie kommt in Europa mit 43 Arten vor.

## Merkmale
Die eher kleineren Käfer sind denen der Gattung Lithocharis sehr ähnlich, unterscheiden sich von ihnen jedoch durch ihre langen Schläfen, die erheblich länger sind als der Durchmesser der Facettenaugen. Ihr Kopf ist mehr oder weniger quadratisch, mit abgerundeten Schläfenwinkeln. Das erste Glied der Tarsen der Hinterbeine ist länger als das zweite, die Außenkante der Schienen der Hinterbeine ist unbedornt und trägt keine lange Behaarung.

## Vorkommen und Lebensweise
Die Tiere leben unter feuchtem Laub und unter Steinen an feuchten Orten.

## Arten (Auswahl)
- Medon fusculus (Mannerheim, 1830)
- Medon brunneus (Erichson, 1839)
- Medon rufiventris (Nordmann, 1837)
- Medon castaneus (Gravenhorst, 1802)
- Medon ferrugineus (Erichson, 1840)